# Pardosa pedia
Pardosa pedia är en spindelart som beskrevs av Charles Denton Dondale 2007. Pardosa pedia ingår i släktet Pardosa och familjen vargspindlar. Inga underarter finns listade i Catalogue of Life.